# Prix des Droits de l’homme de la République française
Der Menschenrechtspreis der Französischen Republik – Liberté – Égalité – Fraternité wird seit 1988 von der Commission nationale consultative des droits de l'homme (CNCDH) an Personen oder Projekte verliehen, die sich mit dem wirksamen Schutz und der Förderung der Menschenrechte befassen.

## Geschichte
Der Preis wurde 1988 auf Anregung der CNCDH anlässlich des 40. Jahrestages der Allgemeinen Erklärung der Menschenrechte durch die Generalversammlung der Vereinten Nationen in Paris ins Leben gerufen. Ziel dieses Preises ist es, das Engagement der Zivilgesellschaft bei der Förderung und dem Schutz der Menschenrechte in der ganzen Welt anzuerkennen. So wurden seit seiner Einführung Nichtregierungsorganisationen (NGOs) und einzelne Akteure aus der ganzen Welt mit dieser Auszeichnung geehrt.

## Zeremonie
Der Preis wird den fünf Preisträgern offiziell vom französischen Premierminister oder einem Mitglied der Regierung bei einer Zeremonie in Paris jeweils am 10. Dezember, dem Tag der Menschenrechte überreicht.
2018 stellte eine Ausnahme dar: Die Regierung verzichtete darauf, bei der Zeremonie anwesend zu sein, da die Wahl der Jury (bestehend aus etwa 15 Mitgliedern der unabhängigen CNCDH) eine Kontroverse innerhalb der jüdischen Gemeinde ausgelöst hatte. Gelegentlich wird der Preis auch in der französischen Botschaft im Wohnsitzland des Preisträgers überreicht.
Bei der Preisverleihung erhalten die Preisträger eine Goldmedaille, eine Urkunde und ein Preisgeld. Das Preisgeld von insgesamt 70.000 € wird unter den fünf von der Jury ausgewählten Preisträgern aufgeteilt, d. h. jeder erhält 14.000 €. Diese Mittel müssen für die Durchführung des Projekts verwendet werden, das die Preisträgerin oder der Preisträger bei der Bewerbung vorgestellt hat. Kandidaten, die einen Sonderpreis erhalten, werden mit einer Silbermedaille und einer Urkunde ausgezeichnet.
Daneben beinhaltet der Menschenrechtspreis der Französischen Republik auch den Diplomatischen Schutz Frankreichs.

## Preisträger

### 1980er Jahre
1988
- Groupe d’accueil et solidarité (GAS) (Frankreich)
- Mouvement paysan de Papaye (Haiti)
- Centre international de formation des droits de l’Homme (CIFEDHOP) Genf[5]
- European legal Network on Asylum (ELENA)
- Organisatoren der Ausstellung « Les jeunes et les droits de l’Homme » (verschiedene Länder)

1989
- ATD Vierte Welt[6]
- Banco Nacional de Datos Genéticos (Argentinien)
- Jugendorganisation der Aktion der Christen für die Abschaffung der Folter (ACAT) (Frankreich)[6]
- France terre d'asile (Frankreich)
- Action-École der Ärzte der Welt (Frankreich)
- Documentation réfugiés

### 1990er Jahre
1990
- Tunesische Liga für Menschenrechte (Tunesien)
- Comisión para la Defensa de los Derechos Humanos en Centroamérica (CEDEHUCA)
- Comisión de Derechos Humanos de Chile und die Agrupación de familiares de ejecutados políticos (Chile)
- Grupo de Apoyo Mutuo de Guatemala (Guatemala)
- Enfants du Mékong (Frankreich)

1991
- Patrimoine humain et artistique des réfugiés et de leurs enfants (PHARE) (Frankreich)
- Rumänische Roma-Föderation (Rumänien)
- Togolesische Menschenrechtsliga (Togo)
- Türkische Menschenrechtsstiftung (Türkei)
- Enfants réfugiés du monde

1992
- Foyer Maurice Sixto (Haiti)[7]
- Plattform der haitianischen Menschenrechtsorganisationen (Haiti)[7]
- Oficina de Derechos Humanos de la Arquidiócesis de Guatemala (Guatemala)[7]
- Madre Mireille de Gasquet (Nicaragua)[7]
- La Voix de l'enfant (Frankreich)[7]

1993
- Coordinadora Nacional de Derechos Humanos de Perú (Peru)
- Comisión de Derechos Humanos de El Salvador (El Salvador)
- L’association pour les victimes de la répression en exil (AVRE) (Frankreich)[8]
- End child prostitution, child pornography and trafficking of children for sexual purposes (ECPAT) (Frankreich)
- Comité Rio Maria (Brasilien)

1994
- Ivorische Menschenrechtsliga (Côte d'Ivoire)
- Madagassische Menschen- und Bürgerrechtsliga (Madagaskar)
- Rat der ethnischen Gemeinschaften (CERJ) – Runujek Junan (Guatemala)
- Ligue Internationale Contre le Racisme et l’Antisémitisme (LICRA) (Frankreich)
- Al-Haq (Palästina)
- Taslima Nasrin (Bangladesch)

1995
- Commission pour l'abolition des mutilations sexuelles [Kommission für die Abschaffung von Genitalverstümmelungen] (Frankreich)
- Association Solidarité féminine (ASF) (Marokko)
- Association des femmes juristes du Bénin (Bénin)
- Association Sarkan Soumountsi (Kamerun)
- Orphelins du Rwanda (Ruanda)
- Servicio de Formacion y Estudios de la Mujer (SEFEM) (Paraguay)
- Association Jesuit Service-Cambodia (Kambodscha)

1996
- Centre palestinien pour les droits de l'homme (Palästina)
- Comité public contre la torture en Israël (Israel)
- Aumônerie catholique des prisons de Madagascar (Madagaskar)
- Juriste sans frontières (Ruanda)
- Collectif d’avocats José Alvear Restrepo (Kolumbien)
- Comisión Cubana de Derechos Humanos y Reconciliación Nacional (Kuba)
- Helsinki-Kommission für Menschenrechte in Bosnien-Herzegowina

1997
- Action des chrétiens pour l'abolition de la torture (ACAT) (Togo)
- Anti-Racism Service (ARIS) (Schweiz)
- Institut des Mass Media (IMM) (Ukraine)
- We care trust (Südafrika)
- Asociación Movimiento Nacional por los Derechos Humanos Afrocolombianos (CIMARRON) (Kolumbien)

1998
- Hauptpreise:
  - gemeinsam für den Schutz von Menschenrechtsverteidigern durch die Fédération internationale des ligues des droits de l’Homme (FIDH) und die Weltorganisation gegen Folter (OMCT)
  - Associação Juvenil para o Desenvolvimento Comunitário (AJUDECA) (Angola)
  - Friedenskomitees der vertriebenen Bauern von Pavarando (Kolumbien)
  - Planète Enfants (Nepal)
  - Association des amis de la Villa Déa (Albanien)
- Sonderpreise:
  - Win Tin (Myanmar)
  - Marguerite Barankitse (Burundi)
  - Muchtar Pakpahan (Indonesien)
  - Luzia Canuto de Oliveira Pereira (Brasilien);
  - Ibrahim Rugova (Jugoslawien)

1999
- Zentrum für Gewerkschafts- und Arbeiterleistungen (Ägypten)
- Conférence épiscopale nationale du Congo – Commission Justice et Paix (Demokratische Republik Kongo)
- Solidaritätskomitee für die politischen Gefangenen (Kolumbien)
- Portugiesische Kommission für die Rechte des Maubere-Volkes (Timor-Leste)
- Assoziation für die Entwicklung der Menschenrechte (Kambodscha)

### 2000er Jahre
2000
- Hauptpreise:
  - Association Bayti pour les droits de l’enfant (Marokko)
  - Pour un sourire d’enfant –France (Kambodscha)
  - El Programa de Desarrollo y Paz del Magdalena Medio (PDPMM) (Kolumbien)
  - Bayti
  - Jeunesse anti-clivage (AJAC) (Tschad)
  - Internationales Zentrum für Minderheitenprobleme und kulturellen Austausch (IMIR) (Bulgarien)
- Sonderpreise:
  - Entwicklungsgesellschaft von Anosibé (ADA) (Madagaskar);
  - African Network for the Emancipation of Marginalised (ANEM) (Uganda)
  - Organización de Pueblos Indígenas de Chinantla (PICH) (Mexiko)
  - Vereinigung zur Förderung der albanischen Frau (Albanien)
  - Centre Primo-Levi (Frankreich)

2001
- Hauptpreise:
  - Blinde Menschen ohne Grenzen (Georgien)
  - Virlanie-Stiftung (Philippinen)
  - Lateinamerikanische Menschenrechtsvereinigung (Ecuador)
  - Las Abejas (Mexiko)
  - Republikanischer Verband der Veteranen und Kriegsopfer des Französischen Komitees (Vietnam)
  - Verein zur Unterstützung körperbehinderter Kinder in Rumänien
- Sonderpreise:
  - Vie Meilleure (AMVIM) (Marokko)
  - Fundación Solón (Bolivien);
  - Zentrum für Kardiologie Phnom-Penh (Kambodscha)

2002
- Hauptpreise:
  - Terre des Hommes (Schweiz)
  - Centre œcuménique des droits de l’Homme (Haïti);
  - Observatoire congolais des droits humains (Demokratische Republik Kongo)
  - Minga (Kolumbien)
  - Zentrum für Rechtshilfe und Integration von Asylbewerbern (Pakistan)
- Sonderpreise:
  - Fondation pour la promotion de la santé et le développement de la recherche (FOREM) (Algerien)
  - Nouveaux Droits de l’Homme (Cameroun);
  - Corporación de Promoción y Defensa de los Derechos del Pueblo (CODEPU) (Chile)
  - Institut für Menschenrechte der Universidad Centroamericana “José Simeón Cañas” (El Salvador)
  - Gesellschaft ethnokultureller Organisationen (ASECU) (Ukraine)

2003
Schwerpunktthemen: Verbesserung der Situation von Inhaftierten" und "Schutz von Frauen vor Gewalt und Diskriminierung.
- Hauptpreise:
  - Nouvelle famille – Krousar Thmey zur Unterstützung der Mütter von Poipet (Kambodscha) im
  - Ni putes ni soumises für die Schaffung eines mobilen Frauenhauses im Orge-Tal (Frankreich)
  - Zentrum für eine Reform des Strafvollzugssystems für die Insassen des Gefängnisses von Orel (Russland)
  - Zentrum für die Verteidiger der Menschenrechte unter dem Vorsitz von Shirin Ebadi zur Unterstützung von politischen Gefangenen (Iran)
  - Mandela-Institut für Menschenrechte in Ramallah, dass sich um gefangene Palästinenser in Israel kümmert (Israel)
- Sonderpreise:
  - Nationale Einrichtung für Solidarität mit Frauen in Not, die gegen die Ausgrenzung alleinstehender Mütter kämpft (Marokko)
  - Zentrum für Justiz- und Partizipationsstudien, Hilfe für Häftlinge (Bolivien)
  - La Ruta Pacífica zur politischen Aushandlung von Konflikten und Mobilisierung von Frauen aus der Region Chocó (Kolumbien)
  - Nuestras Hijas de Regreso a Casa, Unterstützung der Familien der Opfer der Frauenmorde in Ciudad Juárez (Mexiko)
  - Kongress kaukasischer Frauen Rehabilitation geflohener Frauen aus dem Pankissi-Tal(Georgien)

2004
In diesem Jahr wurden keine Preise vergeben, aber Würdigungen ausgesprochen.
- Centre Primo-Levi (Frankreich)
- Enfants du monde – Droits de l’Homme gemeinsam mit der Kinderrechtskommission von Mahajanga an der Nordostküste von Madagaskar
- Bündnis für eine Gerechtigkeitsinitiative in Tschetschenien (Russland)
- Association pour la prévention de la torture (APT) (Schweiz)
- Institut für Menschenrechte der Universidad Centroamericana “José Simeón Cañas” (El Salvador)

2005
- Hauptpreise:
  - École Hoa Sua (Vietnam);
  - Ensemble contre la peine de mort (Afrique des Grands Lacs);
  - Save the Children (Honduras);
  - Aktion zur Abschaffung der Kinderarbeit (Niger);
  - Gesellschaft für die Verteidigung von Gefangenen (Iran)
- Sonderpreise:
  - Hogar de Cristo (Chile);
  - Bel Avenir – L’École des Salines (Madagaskar)
  - Hay un Nino en tu camino (Paraguay)
  - Saint Joseph Development trust (Indien)
  - Mütter gegen das Leid von Tod und Folter (Usbekistan)
  - Association libanaise pour les droits civils (ALDC) (Libanon)

2006
- Hauptpreise:
  - Kongolesische Beobachtungsgruppe für Menschenrechte (Kongo-Brazzaville)
  - Association des femmes chefs de famille (AFCF), Aminetou Mint El-Moctar (Mauritanien)[10]
  - Memorial (Russland)
  - Fédération nationale des Mères pour la paix (Afghanistan)
  - Asociación de Familiares de Detenidos Desaparecidos y Mártires por la Liberación Nacional (Bolivie)[11]
- Sonderpreise:
  - Maison du bon pasteur (Syrien)
  - Fondation Surgir (Palästina)
  - Frauen Kultur- und Sozialverein (WCSS) (Kuweit)
  - Collectif des familles de disparu(e)s (Algerien)
  - Association « Les enfants du soleil » (Madagascar);
  - Abuelas de Plaza de Mayo (Argentinien)

2007
- Hauptpreise:
  - Maurice Sixto (Haiti)
  - Enfants solidaires d’Afrique et du Monde (Benin)
  - Trainings-Institut für Menschenrechte Kairo (Ägypten)
  - Menschenrechtsanwaltskollektiv Weiquan (Mo Shaoping, Li Jinsong und Teng Biao) (China)
  - Freies Minsker Theater (Belarus)[12]
- Sonderpreise:
  - Netzwerk gegen den Missbrauch von Minderjährigen (Rede Came) (Mosambik)
  - Denis Mukwege, Gynäkologe am l’Hôpital de Panzi (RDC)
  - Las Qoray Concern (LQC) (Somalie)
  - VIVERE (Schweiz)
  - Cooperazione Internazionale Italia (COOPI) (Bolivien);
  - Espacio publico (Venezuela)

2008
- Hauptpreise:
  - Les cœurs ardents (Usbekistan)[13]
  - Association tunisienne des femmes démocrates (Tunesien)[13];
  - Orient Occident (Marokko)[13];
  - Association pour la protection de l’enfant de la guerre (Libanon)[13]
  - IIDA Frauenentwicklungsorganisation (Somalia)[13].
- Sonderpreise:
  - Zimbabwe Election Support Network (ZESN) (Simbabwe)
  - Solidarité Action pour le Développement Durable (SADD) (Togo)
  - Centro de derechos humanos Agustin Pro Juarez (Mexiko)
  - Asociación Pro Derechos Humanos APRODEH (Peru)

2009
- Hauptpreise:
  - Citizens against Corruption (Kirgisistan)
  - Centro de Estudios Legales y Sociales CELS (Argentinien)
  - PNGO (Palästina)
  - Partnerschaft zwischen Planète Enfants & Développement (France) und Voice of Children (Nepal)
  - Rettet die Generation (Russland)
- Sonderpreise:
  - Syndicat national des journalistes somaliens (NUSOJ) (Somalia)
  - Gesellschaft zur Verteidigung der Pressefreiheit im Irak (Irak)
  - Graines de Bitume (Madagaskar)
  - Hogares providencia (El Salvador)
  - Ilm Jo Sojhro (Pakistan)

### 2010er Jahre
2010
- Hauptpreise:
  - Forever (Myanmar)
  - SOS-Esclaves, Boubacar Ould Messaoud (Mauritanien)
  - Braveheart Foundation (Myanmar)
  - Wen Yunchao, Experte für neue Medien (China)
  - Zimbabwe Peace Project (Simbabwe)
- Sonderpreise:
  - Actuar Hoy (Argentinien)
  - Aina World (Afghanistan)
  - Association de meilleure vie pour le développement global (BLACD) (Ägypten)
  - Zentrum für öffentliche Integrität (Moldawien)
  - Communauté Saint Camille de Lellis (Bénin)
  - Fondation pour l’éducation et le développement (Thailand)

2011
Die Themen sind Bekämpfung von Gewalt gegen Frauen und Bekämpfung von Menschenrechtsverletzungen aufgrund der sexuellen Orientierung und Geschlechtsidentität.
- Hauptpreise:
  - Acid Suvivor Foundation (Bangladesch)
  - Tamkeen center for lega laid and human rights (Jordanien)
  - Asociación para la Prevención, Reinserción y Atención a la Mujer Prostituida (APRAMP) (Spanien)
  - Aireana – Grupo por los derechos de les lesbianas (Paraguay);
  - African Network for the protection of women and child from abuse and neglect (ANPPCAN) (Malawi)
- Sonderpreise:
  - Sonke Gender justice network (Südafrika)
  - Gay and Lesbian Network
  - Association nationale de soutien aux séropositifs et malades du SIDA (ANSS) (Burundi)
  - École des droits de l'Homme (Frankreich)
  - NAZ-Stiftung (Indien)

2012
Schwerpunktthemen: La lutte contre l'impunité et Les droits économiques et sociaux et développement durable
- Hauptpreise:
  - Centre d’information Alternative (Israel – Palästina)
  - Zentrum für Bürger- und Menschenrechte (Slowakei)
  - Afghanistan Libre (Afghanistan)
  - Botswanisches Zentrum für Menschenrechte DITSHWANELO (Botswana)
  - Kembatti Mentti Gezzima-Tope (KMG), Bogaletch Gebre (Äthiopien)
- Sonderpreise:
  - Aktion zum Schutz der Menschenrechte (Äthiopien)
  - Jamaicans for Justice (Jamaika)
  - Commission diocésaine Justice et Paix de Pointe-Noire (Kongo-Brazzaville)
  - Zentraler Umweltverband Himalaya (Indien)
  - Intermèdes Robinson (Frankreich)

2013
Themen: Schutz der Menschenrechte an Orten des Freiheitsentzugs und Die Begleitung und Betreuung von Binnenvertriebenen.
- Hauptpreise:
  - Komitee für Bürgerhilfe (Russland)
  - Association tchadienne pour la non-violence (Tschad)
  - Indigenous Social Justice association (Australien)
  - Grandir dignement (Madagaskar)
  - Sabah (Sudan)
- Sonderpreise:
  - Proyectar sin fronteras (Kolumbien)
  - Centro Fray Bartolome de Las Casas (Mexiko)
  - Chintan (Indien)
  - ATD Vierte Welt (Philippinen)
  - Centre libanais des droits humains (Libanon)

2014
Thema: Kinderhandel und Ausbeutung und Zugang von Frauen zu Verantwortung im politischen, wirtschaftlichen, sozialen und kulturellen Leben.
- Hauptpreise:
  - Gozour (Ägypten)
  - Enda El Alto (Bolivien)
  - Sengsaveng (Laos)
  - Verein Kindheit und Unterernährung (Madagaskar)
  - Fokus Entwicklungsgesellschaft (Madagaskar)
- Sonderpreise:
  - Women's Empowerment Link (Kenia)
  - Cepaz (Venezuela)
  - FACE (Thailand)
  - Shakti Samuha (Nepal)
  - Anh Duong (Vietnam)

2015
Thema: Die Gefahren des Internets für die Menschenrechte und Umwelt und Menschenrechte.
- Hauptpreise:
  - Organization for community development (OCD) (Pakistan)
  - Observatoire congolais des droits de l’Homme (Demokratische Republik Kongo)[14]
  - Aktion für den Kampf gegen die Unwissenheit über AIDS (ALCIS) (Südafrika)
  - Asociacion nacional contra la trata humana en la sociedad (ANTHUS) (Mexiko)
  - ENDA Tercer Mundo für Umwelt und Entwicklung in der Dritten Welt (in Partnerschaft mit Enda Europe) (Kolumbien)
- Sonderpreise:
  - Nomadesc (Kolumbien)
  - TEDIC (Paraguay)
  - IREX Europe (Frankreich)
  - Salvati Bucurestiul (Rumänien)
  - Grani (Russland)

2016
Thema: Schutz und Verteidigung der Rechte von Migrantinnen und Migranten und Vertretung und Verteidigung der Rechte von Menschen mit Behinderungen.
- Hauptpreise:
  - Groupe d’appui aux rapatriés et réfugiés (GARR) (Haiti)
  - Organisation Dupont pour le Développement Social (ODDS) (Burkina Faso)
  - Diaspora-Forum (Südafrika)
  - Tomorrow's foundation (Indien)
  - Fundacion para la Justicia y el Estado Democratico de Derecho A.C (FJEDD) (Mexiko)
- Sonderpreise:
  - Groupe antiraciste d’accompagnement et de défense des étrangers et migrants (GADEM) (Marokko)
  - Instituto Interamericano sobre Discapacidad y Desarrollo Inclusivo (IDII) (Zentralamerika)
  - Life Project 4 Youth (LP4Y) (Philippinen)
  - Femmes pour le dire, femmes pour agir (FDFA) (Frankreich)
  - Elifelet – Citizens for Refugee Children (Israel)

2017
Thema: Informationsfreiheit, Pressefreiheit und Journalismus sowie Förderung und Schutz der sexuellen und reproduktiven Rechte.
- Hauptpreise:
  - Interregionale tschetschenische Vereinigung für die Entwicklung der Zivilgesellschaft und die Meinungsfreiheit (Russland)
  - Freedom Network (Pakistan)
  - SOS Urgence (Mauritanien)
  - Ägyptische Vereinigung zur Förderung der sexuellen und reproduktiven Rechte zum Schutz von LGBTI-Personen (anonym)
  - Chinesische Vereinigung zur Förderung der sexuellen und reproduktiven Rechte zum Schutz von LGBTI-Personen (anonym)
- Sonderpreise:
  - Observatoire congolais des médias (OCM) (Demokratische Republik Kongo)
  - Observatoire Haïtien des droits humains (OHDH) (Haiti)
  - Centre de réflexions et d’actions pour le développement intégré et la solidarité (CeRADIS) (Benin)
  - Informacion y Disenos Educativos para Acciones Saludables A.C (IDEAS) (Mexiko)
  - Grupo de Iniciativa Nacional por los Derechos del Niño (GIN) (Peru)

2018
Im Fokus standen in diesem Jahr Frauen und Männer, die sich für die Verteidigung der Menschenrechte einsetzten.
- Hauptpreise:
  - Moviemento Nacional des Victimas de Crimenes de Estado (Movice), Koalition von Verbänden, die die Opfer von verschiedenen Verbrechen im Rahmen des bewaffneten Konflikts in Kolumbien, darunter Folter, Vertreibung und außergerichtlichen Hinrichtungen von staatlicher Seite und/oder Angehörigen paramilitärischer Gruppen, betroffen sind schätzungsweise mehr als 41.000 Personen. (Kolumbien)
  - Al-Haq, Organisation, die Menschenrechtsverstöße in den besetzten palästinensischen Gebieten dokumentiert, Rechtshilfe leistet und für einen offenen politischen Dialog eintritt. (Palästina)[1][2][15]
  - B'Tselem, Organisation, die israelische Verstöße gegen die Menschenrechte im Westjordanland, Ost-Jerusalem und im Gazastreifen dokumentiert. (Israel)[1][2][15]
  - Rechtsanwalt, anonymisierter chinesischer Rechtsanwalt, Gründer des Kollektivs chinesischer Anwälte für Menschenrechte, Berater bei der Selbsthilfegruppe für erzwungen arbeitslose Anwälte und Gründer der Liga gegen Folter. (China)[2]
  - Tournons la page, Initiative, die sich für demokratische Entwicklungen in Afrika einsetzt. (Niger)[2]
  - Leonid Sudalenko, Menschenrechtsanwalt, Leiter der NGO "Legal Initiative", deren Hauptziel der Aufbau eines demokratischen Rechtsstaats ist. (Belarus)
- Sonderpreise:
  - Casa del migrante de Saltillo, Migrantenbetreuungszentrum an der mexikanisch-texanischen Grenze, das Unterkunft, Nahrung, erste medizinische Versorgung, aber auch Rechtsberatung bietet. (Mexiko)
  - Bureau pour le volontariat au service de l’enfance et de la santé (BVES) Das Büro steht unter der Leitung von Murhabazi Namegabe, es arbeitet für eine demokratische Zukunft für Kinder und Jugendliche, bemüht sich vor allem um die Freilassung und Reintegration von Kindersoldaten in einem Land, in dem durch Kriege seit 1997 mehr als 5 Millionen Menschen zum Opfer gefallen sind. (Demokratische Republik Kongo)
  - Association pour les droits de l’Homme et l’univers carcéral (ADHUC), Menschenrechtsorganisation, die sich schwerpunktmäßig um politische Gefangene kümmert. (Kongo)
  - Soukhumi-Stiftung, von Frauen gegründet, die durch den Abchasienkrieg (1992 bis 1994) intern vertriebenen worden waren und in den Westen Georgiens fliehen mussten (Georgien)
  - Lenin Raghuvanshi, Aktivist für die Rechte der Dalits. (Indien)

2019
In diesem Jahr ging es um junge Menschenrechtsverteidiger und die "Pflicht zur Brüderlichkeit".
- Hauptpreise:
  - Qosqo Maki, Organisation, die Jugendliche, die auf der Straße leben, in eine berufliche Zukunft begleitet. (Chile)
  - Youth Initiative for Human Rights Croatia, von Jugendlichen getragene Menschenrechtsinitiative, die sich an den Werten Wahrheit, Gerechtigkeit und Koexistenz orientiert. (Kroatien)
  - Aleksei Petrushevsky, Leiter des "Zentrums für Rehabilitation von Kindern und Jugendlichen", in dem obdachlose Kinder, Drogenabhängige, Opfer von Gewalt, Waisen oder von ihren Familien getrennte Kinder betreut werden.[17] (Kirgisistan)
  - Rebuild Women’s Hope, Verein, der sich für die Rechte von Frauen in der Provinz Süd-Kivu einsetzt, die Selbstständigkeit und das Unternehmertum von Frauen durch den Anbau von Kaffee fördert. (Demokratische Republik Kongo)
  - Love the Kids Foundation, Stiftung für das Wohlergehen von sozial und ökologisch benachteiligten Kindern benachteiligten Kindern in den Vororten von Kigali. (Ruanda)
- Sonderpreise:
  - Child Rights Connect, Netzwerk von Kinderrechtsorganisationen (Schweiz)
  - Tous migrants, Bürgerinitiative zur Betreuung von Migranten. (Frankreich)
  - Association nationale d'assistance aux frontières pour les étrangers (ANAFE), Vereinigung zur Unterstützung von Menschen beim Grenzregime, (Frankreich)
  - Radio Erena, in Paris stationierter zweisprachiger Nachrichtensender für Eritrea (Eritrea-Frankreich)
  - Aung Kyaw Moe, Aktivist für die Rechte der Rohingya (Myanmar)

### 2020er Jahre
2020
Themen waren in diesem Jahr das Recht auf Gesundheit, Kampf gegen Ausgrenzung sowie Umweltschutz und Biodiversität. Aufgrund der Covid-19-Pandemie konnte die Zeremonie nicht stattfinden, die Auszeichnungen wurden in den Botschaften der Länder verliehen, in denen die Preisträger ihren Lebensmittelpunkt hatten.
- Hauptpreise:
  - Jeevika für den Kampf gegen Zwangsarbeit im Bundesstaat Karnataka (Indien)
  - Taisiia Kutuzova, Journalistin und Dokumentarfilmerin (Ukraine)
  - Mongolisches Ökologiezentrum (MEC), das sich zum Ziel gesetzt hat, die Umwelt und die natürlichen Ressourcen der Mongolei zu schützen. (Mongolei)
  - Tansanische Vereinigung zur Erhaltung der Wälder mit den Hauptzielen der Verringerung der Armut in ländlichen Gebieten und des Schutzes der biologischen Vielfalt. (Tansania)
  - Mekong Plus, Kampf gegen Armut (Vietnam)
- Sonderpreise:
  - Parents Pleurons ensemble à Kabare, Selbsthilfeverein von Opfern von Vergewaltigungen und sexueller Gewalt an minderjährigen Kindern, Mädchen und Frauen in Kavumu in der Provinz Süd-Kivu. (Demokratische Republik Kongo)
  - Jesuiten-Flüchtlingsdienst, der sich dem Schutz von Flüchtlingen widmet (Burundi)
  - Poussières de vie, Verein, der es sich zur Aufgabe gemacht hat, die soziale Integration der am stärksten benachteiligten Menschen in Vietnam zu fördern. (Vietnam)
  - Tchendukua Aqui y Allá, Organisation zum Erhalt der Umwelt und Verbesserung des Lebens der indigenen Bevölkerung unter Achtung ihrer Kultur und durch die Anerkennung ihrer Grundrechte in der Sierra Nevada de Santa Marta (Kolumbien)
  - SystExt – Systèmes Extractifs et Environnements, Verein, der sich auf die Mineralindustrie und ihre Auswirkungen auf Menschen, Gesundheit, Soziales und Umwelt konzentriert. (Frankreich)

2021
Die Preisvergabe war in diesem Jahr durch die Covid-19-Pandemie bestimmt mit ihren Auswirkungen auf die Grundrechte und auf das Bildungssystem.
- Hauptpreise:
  - Mary James Gill, pakistanische Politikerin, die sich für Schutzkonzepte für die unterprivilegierten Arbeiter des Abwasserentsorgungssystems einsetzte[20] (Pakistan)
  - Association Mivaotra, Bildungsinitiative für benachteiligte und gefährdete Kinder und Jugendliche (Frankreich)
  - Structure d’aide et de réinsertion des détenus et enfants en difficulté (SARED), Organisation zur Unterstützung und Wiedereingliederung von Strafgefangenen und Kinder in Schwierigkeiten (Niger)
  - People Organization for planning and education (POPE), Bildungsorganisation zur Förderung der Dalit (Indien)
  - Just Grace NPC, Bildungsinitiative für Kinder und Jugendliche der Langa-Gemeinschaft (Südafrika)
- Sonderpreise:
  - Association Meilleur avenir pour nos enfants (AMANE), Gewaltschutzprogramm für Kinder. (Marokko)
  - Federation of Woman Lawyers, [Verband der Juristinnen von Lesotho] (FIDA), für ein Projekt zum Schutz vor Menschenhandel und sexueller Gewalt. (Lesotho)
  - Corporation Sisma Mujer, Organisation, die sich für die individuelle und kollektive Förderung von Frauen und Mädchen in Kolumbien einsetzt. (Kolumbien)
  - Street Child France, Bildungsprojekt in den afghanischen Provinzen Baglan und Zabul. (Frankreich)
  - Manas Rivista Social e Feminista für das Projekt " Die Menschenrechte in der Schule leben" vor, das zum Ziel hat, Mädchen zum Weiterbesuch der Schule und die Fortsetzung ihrer Ausbildungen zu motivieren. (Mosambik)
  - Mirza Dinnayi, kurdisch-jesidischer Menschenrechtsaktivist (Deutschland-Irak)
  - Comite pour la paix et le développement, Organisation zur Verteidigung der Menschenrechte, der Förderung der aktiven Bürgerschaft und der Gewaltfreiheit sowie Förderung der Emanzipation junger Menschen und Kampf gegen die Armut. (Haiti)
  - ADRA France, Bildungsprojekt für in Slums lebende Kinder in der bangladeschischen Hauptstadt Dhaka. (Frankreich)

2022
Die Hauptthemen waren in diesem Jahr sexuelle und reproduktive Rechte, der Schutz von LGBTQIAplus-Personen und Geschlechtergerechtigkeit.
- Hauptpreise:
  - The Sex Talk Arabic, Organisation, die sich für sexuelle Aufklärung und das Recht auf selbstbestimmte Sexualität einsetzt (Ägypten)
  - CEDESEX, Stiftung gegen Diskriminierung aufgrund des Geschlechts oder der sexuellen Ausrichtung und für die Gewährleistung der sexuellen und reproduktiven Rechte (Venezuela)
  - Mocha Celis, Initiative zur Förderung der sozialen Gleichstellung von Transvestiten, transsexuellen und nicht-binären Menschen (Argentinien)
  - STREHA, erstes Wohnprojekt in Albanien zum Schutz von LGBTQ-Personen (Albanien)[22]
- Sonderpreise:
  - Centre de santé sexuelle Marsa[23], Zentrum für sexueller Gesundheit in einem Umfeld ohne Stigmatisierung und Diskriminierung (Libanon)
  - BIH Pride March (Bosnien-Herzegowina)
  - EcoKos Women, Zentrum für ökonomische, soziale und ökologische Rechte von Frauen (Kosovo)
  - Réseau Jiko Kinga Mazingira (Rejikima), Umweltorganisation mit Schwerpunkt Schutz der Wälder gegen Abholzung (Demokratische Republik Kongo)
  - Femmes d’espoir, Verein für die Anerkennung der Rechte von sexuellen Minderheiten und Sexarbeiterinnen (Mali)

2023
Der Preis wurde in diesem Jahr den Umweltschützern gewidmet.
- Hauptpreise:
  - Marina Paula Oliveira, Umweltaktivistin infolge des Dammbruchs von Brumadinho (Brasilien)
  - Fórum Solidaridad Perú, Umweltgruppe in der Region Loreto, die sich dem Schutz des Río Nanay gegen Verschmutzung durch illegalen Bergbau widmet. (Peru)
  - Resistencia Civil por el Valle, Umweltprojekt mit Schwerpunkt Wasserschutz (Mexiko)
  - Fridays For Future Uganda (Uganda)
  - Shpresa Loshaj, Umweltaktivistin, die sich für die Renaturierung des Flusses Lumbardhi und die vollständige Einhaltung der Umweltgesetze des Kosovo durch Wasserkraftwerke einsetzt. (Kosovo)
- Sonderpreise:
  - Actions pour la Promotion et Protection des Espèces et Peuples Menacés (APEM), Organisation zur Förderung der Umweltgerechtigkeit im Forstsektor.(Demokratische Republik Kongo)
  - Solidarités International[25] Organisation für das Recht auf Zugang zu Wasser und sanitären Einrichtungen (Frankreich)
  - Hernando Chindoy Chindoy, Indigenen-, Umwelt- und Menschenrechtsaktivist (Kolumbien)
  - Fundación de desarrollo y vivienda mínima (FUNDASAL)[26] Organisation, die Projekte gegen Folgen von Umweltkatastrophen entwickelt (El Salvador)
  - französische Sektion der Peace Brigades International

2024
Im Fokus standen in diesem Jahr die Menschenrechte in bewaffneten Konflikten.
- Hauptpreise
  - Mandela Center International, NGO für Menschenrechte, die sich mit den Folgen der Gewalt im kamerunisch-zentralafrikanischen Grenzgebiet beschäftigt (Kamerun)
  - La Société des droits de l’homme Ezgulik, einzige unabhängige usbekische Organisation, kümmert sich um die Menschenrechtslage in Russlandlebender Usbeken (Usbekistan)
  - L’Organisation des Citoyens pour une Nouvelle Haïti (OCNH), Obdachlosenorganisation im Raum Port-au-Prince (Haiti)
  - Ludirlena Pérez Carvajal, Gründerin des Menschenrechtsprojekts «Mi vida mi gestion», das sich um die Opfer sexualisierter Gewalt kümmert (Kolumbien)
  - César (Pseudonym), ehemaliger Polizeifotograf, der die von ihm dokumentierten Menschenrechtsverletzungen öffentlich machte (Syrien)
- Sonderpreise
  - Céline Bardet, Juristin, die sich mit sexueller Gewalt in militärischen Konflikten und Krisengebieten beschäftigt (Frankreich)
  - Sah Terrence Animbom, Journalistin, die Menschenrechtsverletzungen in der «crise anglophone» beschäftigte (Kamerun)
  - SOS Méditerranée, Seenotrettungsorganisation (Frankreich)
  - Armenia Peace Initiative, Friedensorganisation im armenisch-aserbaidschanischen Konflikt (Armenien)
  - Avocats Sans Frontières France und SEMA Ukraine, Anwaltsorganisationen, die Kriegsverbrechen im russischen Angriffskrieg auf die Ukraine dokumentieren (Frankreich und Ukraine)